# Lucia Romanov-Stark
Lucia Romanov-Stark (născută Romanov, n. 28 aprilie 1959, București, România) este o fostă jucătoare de tenis profesionistă română și fostă jucătoare din partea României în Cupei Federației de tenis. Fosta jucătoare de tenis locuiește în localitatea Pacific Beach din statul California, Statele Unite ale Americii.
La data de 31 ianuarie 1983, jucătoarea română a obținut cea mai înaltă poziție pe lista jucătoarele individuale a Women's Tennis Association (WTA), ocupând poziția 49.

## Finalele Junior Grand Slam

### Individual - Finala 1 (1 runner-up)
| Rezultat  | An   | Turneu  | Suprafață | Oponent       | Scor     |
| Runner-Up | 1976 | US Open | Zgură     | Marise Kruger | 3–6, 5–7 |

## Biografie personală
Lucia are o soră geamănă, Maria, cu care a jucat dublu pentru echipa României în Cupa Federației. În 1984, s-a căsătorit cu americanul Jim Stark și s-a stabilit în Statele Unite ale Americii. Cuplul are un fiu, Talon Stark, care este un jucător de tenis, precum mama sa. 